# Lockdown (2011)
Lockdown 2011 fue la séptima edición de Lockdown, un evento PPV de lucha libre profesional producido por la Total Nonstop Action Wrestling (TNA). El evento tuvo lugar el 17 de abril de 2011 en el U.S. Bank Arena en Cincinnati, Ohio.

## Resultados
- Dark match: Brother Devon derrotó a Anarquía en un Steel Cage match (2:30).
  - Devon cubrió a Anarquía después de un "Spinebuster".
- Max Buck derrotó a Robbie E (con Cookie), Chris Sabin, Jay Lethal, Amazing Red, Jeremy Buck, Suicide y Brian Kendrick en un Xcape match, ganando una oportunidad por el Campeonato de la División X de la TNA (13:33).
  - Robbie E cubrió a Suicide
  - Red cubrió a Lethal después de un "Code Red"
  - Sabin cubrió a Red después de un "Lariat"
  - Max cubrió a Sabin con un "Diving corkscrew somersault into a cutter"
  - Max cubrió a Jeremy con un "Roll-Up"
  - Kendrick cubrió a Robbie E después de una patada.
  - Max escapó de la jaula, ganando la lucha
- Ink Inc. (Shannon Moore & Jesse Neal) derrotaron a Scott Steiner & Crimson, Eric Young & Orlando Jordan y The British Invasion (Magnus & Douglas Williams) en un Steel Cage match(8:51).
  - Moore cubrió a Magnus después de un "Moorgasm"
- Mickie James derrotó a Madison Rayne en un Steel Cage Título vs. Cabellera match ganando el Campeonato Femenino de la TNA(0:36). 
  - James cubrió a Rayne después de un "Mickie-DT"
- Samoa Joe derrotó a D'Angelo Dinero en un Steel Cage Match(10:25).
  - Joe forzó a Dinero a rendirse con una "Coquina Clutch"
- Matt Morgan derrotó a Hernández (con Mexican America (Sarita, Rosita y Anarquía)) en un Steel Cage Match (8:13).
  - Morgan cubrió a Hernández después de una "Carbon Footprint" en el aire
  - Después de la lucha, Velvet Sky atacó a Sarita y Rosita
- Jeff Jarrett derrotó a Kurt Angle en un Ultra Male Rules Steel Cage Match (22:37)
  - Angle forzó a Jarrett a rendirse con un "Ankle Lock"
  - Jarrett cubrió a Angle con un "Roll Up"
  - Jarrett escapó de la jaula, ganando la lucha
  - Durante la lucha, Gunner y Karen Jarrett intervinieron a favor de Jarrett, mientras que Scott Steiner intervino a favor de Angle.
- Sting derrotó a Rob Van Dam y Mr. Anderson en una Steel Cage match reteniendo el Campeonato Mundial Peso Pesado de la TNA (7:55).
  - Sting cubrió a Anderson después de un "Scorpion Death Drop"
  - Durante la lucha, Hulk Hogan intervino a favor de RVD, pero RVD rechazó su ayuda.
- Fortune (Kazarian, Beer Money, Inc. (James Storm & Robert Roode) & Daniels) derrotaron a Immortal (Bully Ray, Matt Hardy, Abyss & Ric Flair) en una Lethal Lockdown match (22:52).
  - Roode forzó a Flair a rendirse con una "Cross Armbar"
  - Durante la lucha, A.J. Styles hizo su regreso interviniendo a favor de Fortune.